# فینال جام در جام اروپا ۱۹۶۷
فینال جام در جام اروپا ۱۹۶۷، رقابت پایانی جام در جام اروپا در سال ۱۹۶۷ میلادی است که مابین دو تیم بایرن مونیخ و باشگاه فوتبال رنجرز برگزار شده‌است.
این مسابقه که در تاریخ ۳۱ مه ۱۹۶۷ انجام شده‌است با نتیجه ۱ بر ۰ به سود تیم بایرن مونیخ به پایان رسید.